# Intrada
Een intrada is de openingsmuziek bij een feestelijke gelegenheid. Vaak wordt de intrada (entreé) gekenmerkt door blazersgeschal, een pittig karakter en een festieve uitstraling. De muziek is vaak opgewekt of plechtig.
Oorspronkelijk stamt de intrada van het Iberisch Schiereiland, maar werd later via de Franse toneel- en balletmuziek de 'entrée', en in Duitsland de 'Aufzug'.
Claudio Monteverdi schreef een bekend gebleven intrada voor blaasinstrumenten als opening van L'Orfeo.

## Nederland
Koningin Beatrix der Nederlanden heeft in 1980 een intrada laten componeren die bij haar binnenkomst in de Nieuwe Kerk in Amsterdam, het toneel van haar inhuldiging, werd gespeeld. Wanneer de koningin de Verenigde Vergadering van de Staten-Generaal betreedt om de troonrede uit te spreken wordt deze intrada ook gespeeld.